# جدجد ربيعي
جدجد ربيعي (الاسم العلمي: Gryllus vernalis) هو نوع من الحشرات يتبع جنس الجدجد من فصيلة الجداجد الحقيقية.